# Иаков (Андзулатос)
Митрополи́т Иа́ков Андзула́тос (греч. Μητροπολίτης Ιάκωβος Αντζουλάτος; 2 марта 1872, Патмос — 25 декабря 1929) — епископ Кипрской православной церкви, митрополит Пафский (1910—1929).

## Биография
В 1899 году окончил богословский факультет Афинского университета. Принял монашество в монастыре святого Иоанна Богослова на острове Патмос.
В 1899 году рукоположён в сан диакона и в сан священника. Служил приходским священником в Константинополе и Египте. В 1906 году в Каире был возведён в сан архимандрита.
7 марта 1910 года в кафедральном храме святого Иоанна в Никосии был рукоположён в сан епископа Пафского с возведением в сан митрополита. Занял кафедру после долгого периода её вдовствования, продолжавшегося после смерти в феврале 1899 года митрополита Епифания. Причиной этому был «архиепископский вопрос», сделавший невозможным как выборы нового архиепископа Кипрского, так и епископские хиротонии.
Вступив в должность митрополита Пафского, проявил значительную активность как в религиозной, так и в национальной и образовательной сферах. Несмотря на нехватку финансовых ресурсов, ему удалось благодаря поддержке богатых жителей Пафоса, украсить город неоклассическими школами, а также построить стадион, который носит его имя, построил митрополичий дворец, восстановил монастырь бессребреников Космы и Дамиана и ряд церквей. Смог поправить экономическое положение митрополии.
В 1916 году после смерти архиепископа Кирилла II до избрание архиепископа Кирилла III занимал должность местоблюстителя Архиепископского престола.
Скончался 25 декабря 1929 года.